# الريال المجيدي
الريال المجيدي هي عملة عثمانية تساوي 20 قرشا، أي إن الليرة العثمانية تساوي 5 مجيديات، سميت العملة بهذا الاسم نسبة إلى السلطان العثماني عبد المجيد، وقد سك الريال المجيدي من الفضة.